# Krępa Krajeńska
Krępa Krajeńska (niem. Krampe, Crampe) – osada w Polsce położona w województwie zachodniopomorskim, w powiecie wałeckim, w gminie Tuczno, na Pojezierzu Wałeckim.
4 km od Krępy Krajeńskiej leży dawna wieś Sitno (niem. Zietenfier) ze starym cmentarzem.
W latach 1975–1998 miejscowość administracyjnie należała do województwa pilskiego.
W miejscowości znajduje się przystanek PKP, położony na uruchomionej 1 września 1888 linii kolejowej numer 403. Znajduje się tu również trójprzęsłowy most kolejowy na Płocicznej. 